# Xylocopa frontalis
Xylocopa frontalis é himenóptero da família Apidae, uma das cerca de quinhentas espécies de abelhas carpinteiras pertencentes ao gênero Xylocopa estabelecido por Pierre André Latreille em 1802.

## Distribuição
Essas abelhas são encontradas em quase toda a América do Sul e na América Central, cobrindo uma área que vai da área central do México e da Oaxaca ao norte da Argentina (Cidade de Buenos Aires, Província de Buenos Aires)e Brasil. No entanto, avistamentos das espécies também foram relatados nos Estados Unidos (Mississippi, Nova York), África do Sul (Província do Cabo), Alemanha (Renânia-Palatinado) e da República Checa (norte da Morávia).

## Morfologia
Eles atingem tamanho entre 2 a 2,5 centímetros, então eles geralmente são confundidos com Mangangaba: essa confusão pode ser resolvida simplesmente observando o abdômen, que no caso das mangangabas é coberto com pêlos, enquanto que nas carpinteiras as abelhas são mais brilhantes. Como de costume entre as espécies de  Xylocopa ,  X. frontalis  não difere morfologicamente dos demais, mas na pigmentação, em que no macho é totalmente amarelo com algumas faixas mais escuras na região abdominal e na fêmea é preta, com suas listras de cor avermelhada ou vermelhas.

## Hábitos e particularidades
Da mesma forma o resto do gênero, esta abelha apresenta hábito solitário e não forma colônias, como de costume em alguns Hymenoptera (abelhas, vespas). Contudo não deixa de compartilhar com quase todos os outros membros o instinto de construir ninhos em madeira: escava buracos cilíndricos de cerca de 1,30 cm de largura por até 25,4 cm de profundidade. Na parte inferior destes ninhos a fêmea deposita uma esfera pastosa pólen humidificado com saliva, no que coloca ovo único, em seguida, coberto com serradura aglutinadas novamente com secreções orais, formando assim um tipo de célula. Este processo é repetido, colocando cada uma das novas células antes da anterior, até que o túnel esteja cheio. Como fundo de indivíduos passam por etapas larva e pupa até que o estado de imago, os mais próximos à abertura completam sua metamorfose, primeiro e emergindo primeiro do túnel e seguido em sucessão outros na sequencia.

## Galeria de imagens

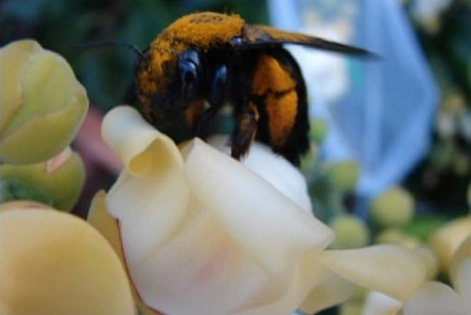
Fêmea de X. frontalis sobre flores de Bertholletia excelsa em Itacoatiara, Brasil.
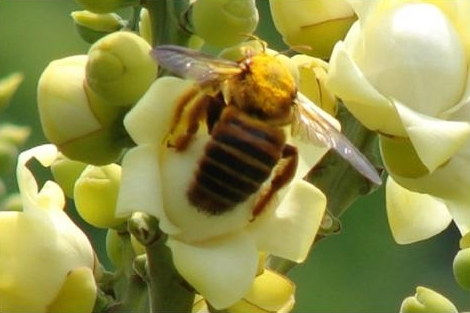
Macho de X. frontalis sobre flores de Bertholletia excelsa em Itacoatiara, Brasil.
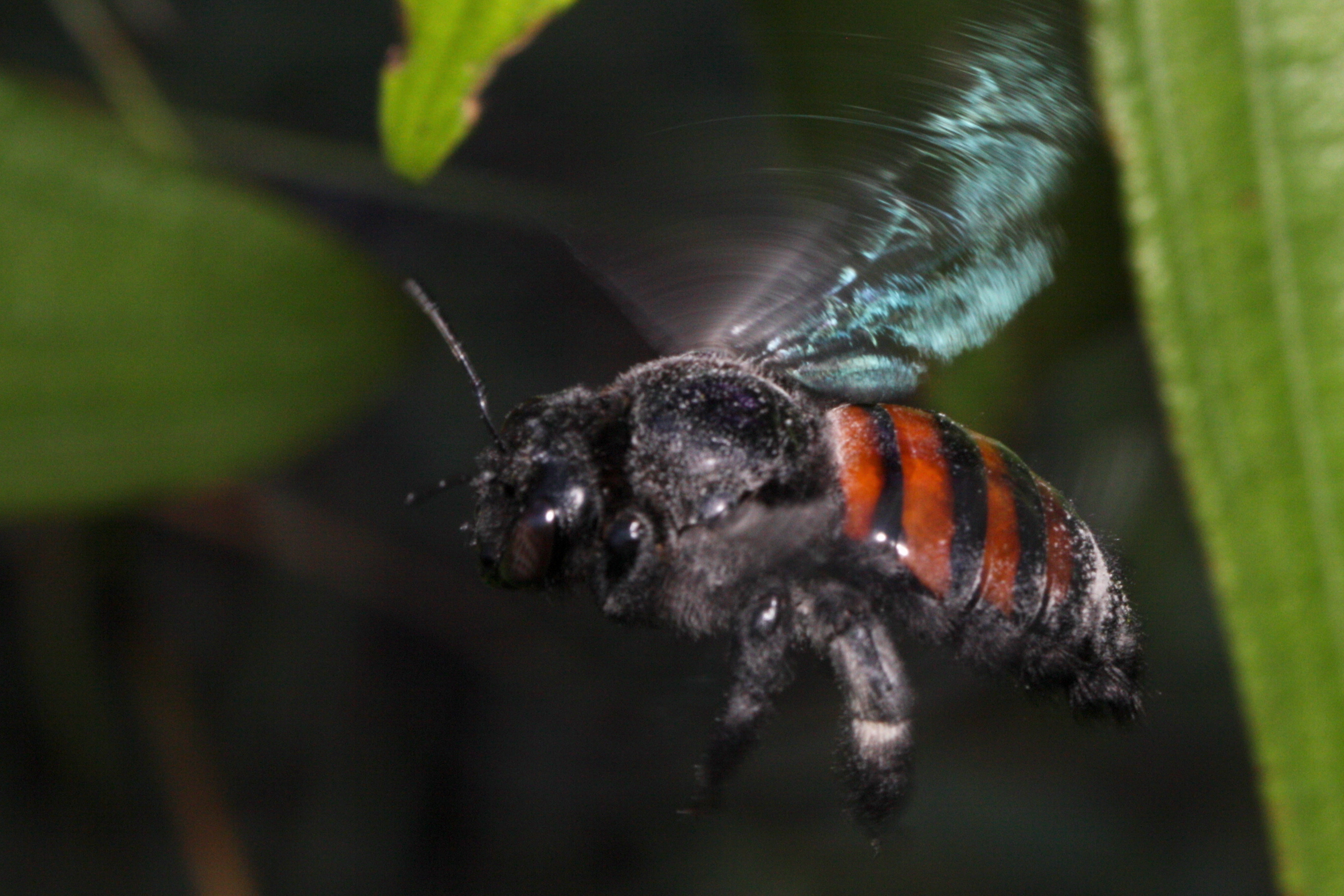
Fêmea  de X. frontalis en voô em Ubatuba, Brasil.
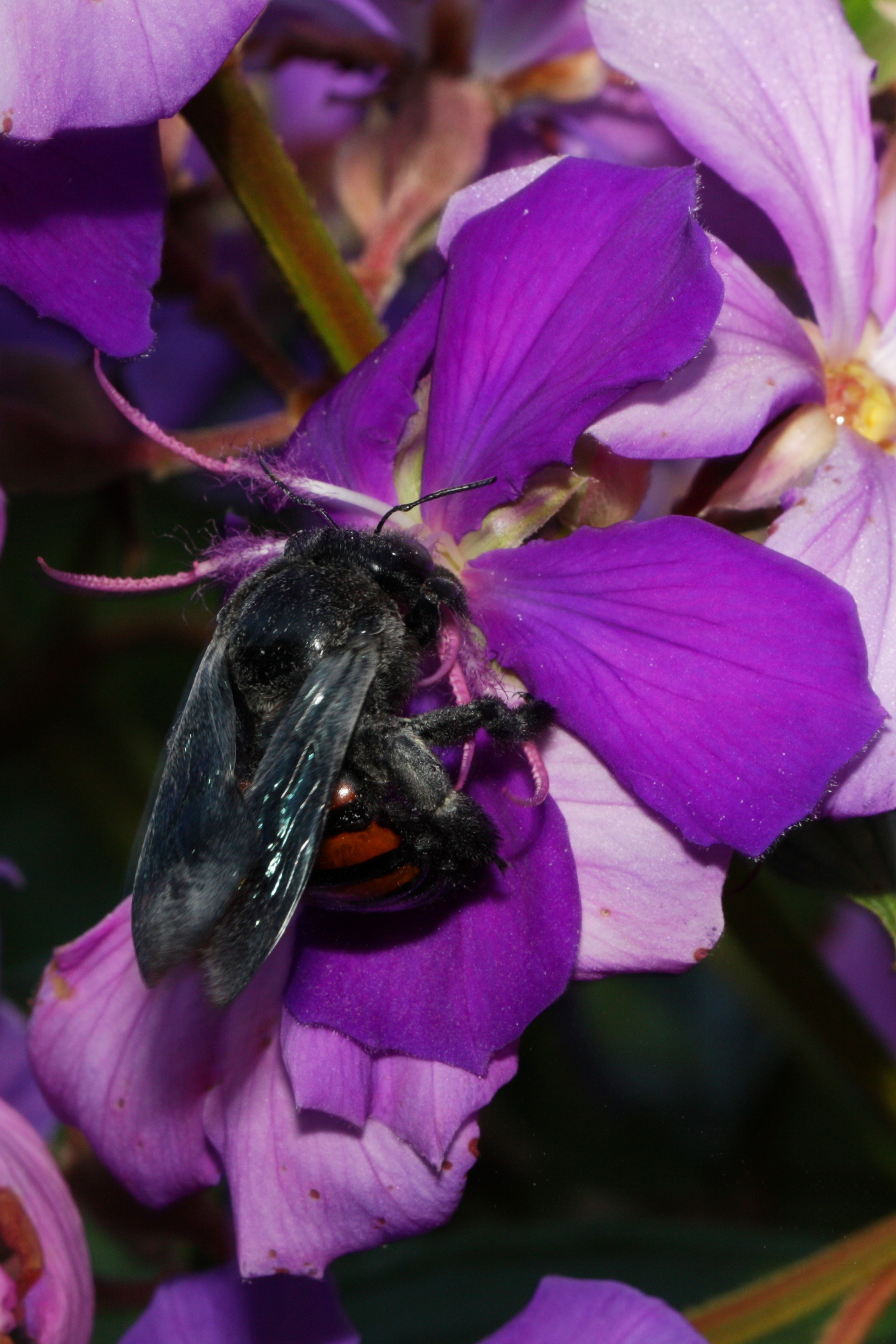
Fêmea de X. frontalis sobre flores de Tibouchina granulosa em Ubatuba, Brasil, vista desde atras.
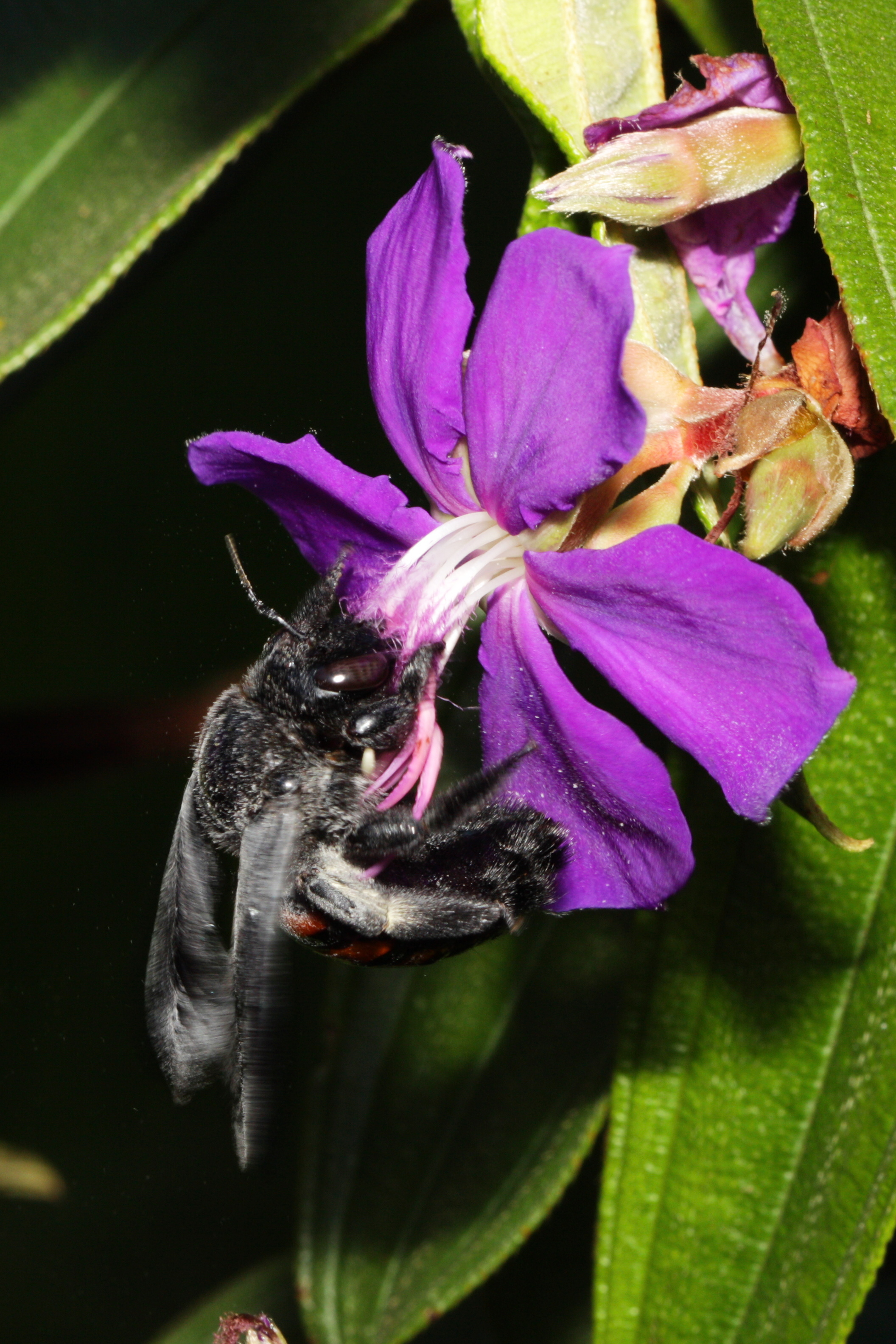
Vista de perfil, desde cima.
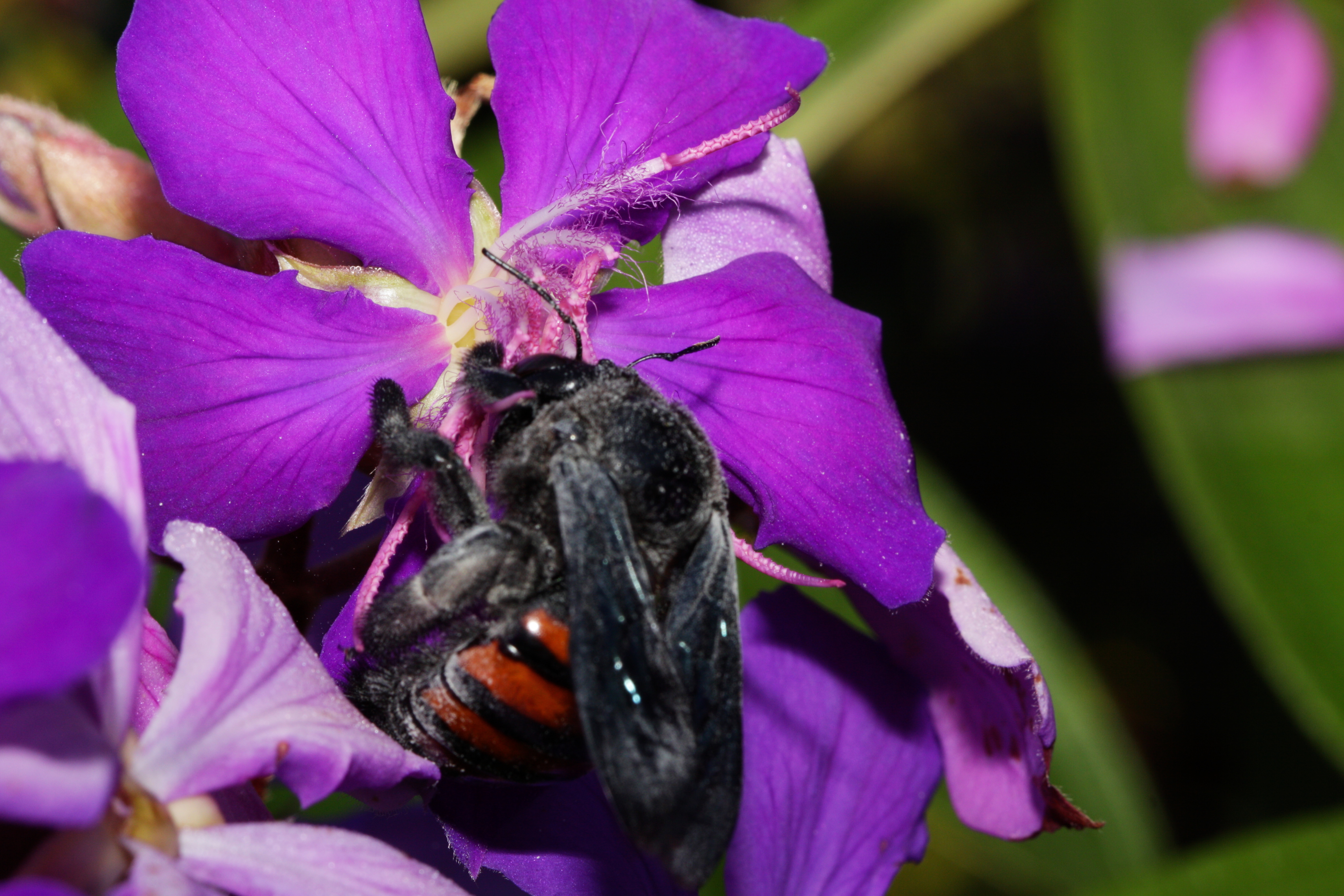
Vista de perfil, desde cima.
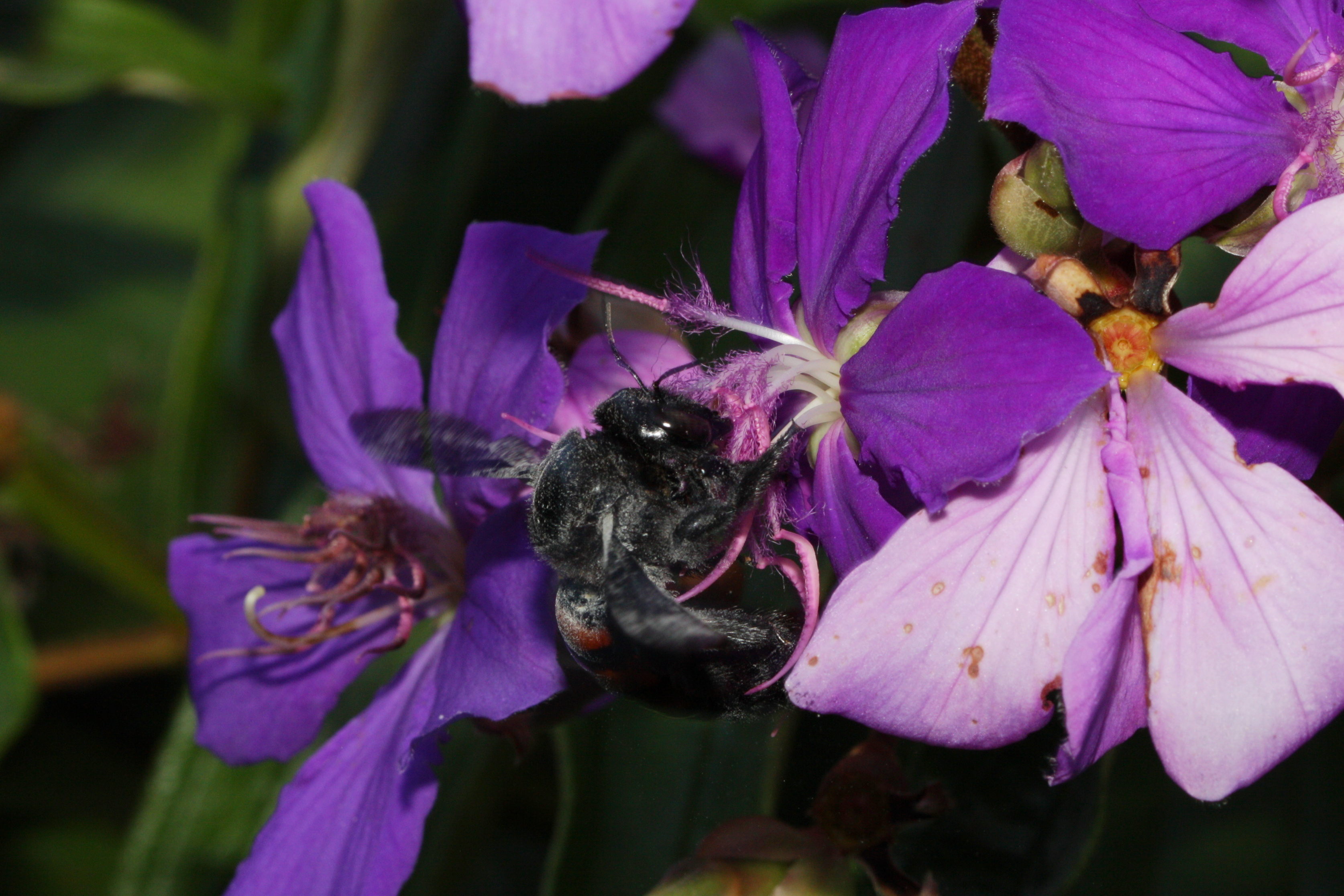
Vista completamente de perfil.